# Frejat
Roberto Frejat (né le 21 mai 1962 à Rio de Janeiro), est un chanteur, compositeur et guitariste brésilien. Il est connu pour être le principal partenaire de Cazuza dans les compositions du groupe Barão Vermelho et dans la carrière solo de son ami, ainsi que pour avoir composé avec/pour d'autres artistes de la scène musicale brésilienne.
En 2012, il est élu l'une des 30 plus grandes icônes brésiliennes de la guitare par Rolling Stone Brasil. 

## Biographie

### Jeunesse et Barão Vermelho
Roberto Frejat est né le 21 mai 1962 à Rio de Janeiro. Au début, il écoute les Beatles, Roberto Carlos, Simon and Garfunkel, Nat King Cole, João Gilberto et Tchaïkovski, influencé par la collection de ses parents. À l'âge de dix ans, il commence à prendre des cours de guitare, mais se décourage et laisse l'instrument dans un coin de sa chambre pendant quatre ans. Avec Cazuza, il partage le Barão Vermelho et une affinité musicale.
Lorsqu'il est invité à répéter avec Barão Vermelho, il a 19 ans. En 1981, il rejoint le Barão Vermelho avec Dé et Cazuza, un groupe formé par Maurício Barros et Guto Goffi, tous deux membres du Barão Vermelho. Au début, Barão Vermelho se limite à jouer des chansons connues d'autres groupes. Progressivement, Frejat et Cazuza commencent à écrire leurs propres chansons et à constituer leur propre répertoire. Le premier album, intitulé Barão Vermelho, n'est pas un best-seller. Cependant, le groupe continue à produire et, avec l'album Maior Abandonado, il se fait connaître en publiant Bete Balanço, la chanson thème du film homonyme. En 1985, Barão Vermelho se produit à Rock in Rio, l'année même où Cazuza quitte le groupe pour poursuivre une carrière solo. En 2017, Frejat quitte définitivement le groupe,,.

### Carrière solo
En 2001, il sort son premier album solo Amor pra Recomeçar, produit par Tom Capone, Mauricio Barros et Max de Castro. Il connaît le succès avec la chanson titre, ainsi qu'avec Homem não Chora, Segredos et Quando o Amor Era Medo. Amor Pra Recomeçar est certifié disque d'or et Frejat est invité à ouvrir les concerts d'Eric Clapton au Brésil,,. Pour son clip d'animation, Segredos remporte les prix VMB 2002 de MTV et le prix de la chaîne Multishow en 2003. Toujours en 2003, il sort son deuxième album Sobre Nós Dois e o Resto do Mundo, produit par Tom Capone et Mauricio Barros. Parmi les titres phares de cet album figurent Eu Preciso Te Tirar do Sério, un succès à la radio et à la télévision, 50 Receitas et Túnel do Tempo, qui fait l'objet d'un nouveau clip d'animation. Cette année-là, il est nommé pour deux Latin Grammy Awards et donne une performance remarquable avec cinq guitares sur scène au VMB 2003,.
En 2008, il sort Intimidade entre Estranhos. Les points forts de l'album sont les chansons Eu Não Quero Brigar Mais Não, Dois Lados et Nada Além, dont les deux dernières ont été incluses dans les bandes sonores des telenovelas Beleza Pura et Caras e Bocas de TV Globo. À ce moment-là, il fait une tournée au Brésil pour faire connaître son travail et joue au Rock in Rio 2011, un concert qui est enregistré plus tard sur l'album Frejat ao Vivo no Rock In Rio.
En 2013, il sort une nouvelle chanson, O Amor é Quente, composée avec Maurício Barros et Fausto Fawcett, qui sort en même temps qu'un autre titre, également inédit, Me Perdoa, un partenariat avec George Israel et Mauro Santa Cecilia. La tournée O Amor é Quente débute au Rock in Rio, en ouverture de la soirée du 20 septembre 2013.
Fin 2015, il réenregistre Só Você, un classique de Vinícius Cantuária, pour la bande originale de la telenovela Totalmente Demais de TV Globo. En 2016, il commence à tourner dans le pays avec deux formats de concert, avec un groupe « voix et guitare » et sort sa première nouvelle chanson depuis 2013, le morceau Mais Do Que Tudo, un partenariat avec Alvin L,,. La même année, il sort la compilation Frejat 16, une sélection de chansons qu'il a enregistrées ces dernières années mais qui sont dispersées entre différentes œuvres, et deux chansons inédites : Na Sala de Espera do Paraíso, une collaboration avec Leoni, et Você Vem, une collaboration avec Chacal. En janvier 2017, Frejat quitte officiellement Barão Vermelho,,. Quelques jours plus tard, il sort le single Tudo se Transforma, son premier après son départ,. Son premier concert après l'annonce a lieu à Rock in Rio 2017, la première de la tournée Tudo se Transforma,.
En mai 2020, il sort son nouvel album studio, Ao Redor do Precipício, son premier depuis 12 ans. Le premier single, Pergunta Urgente, sort en mars de la même année.

## Discographie

### Albums studio
- 2001 : Amor pra Recomeçar
- 2003 : Sobre Nós Dois e o Resto do Mundo
- 2008 : Intimidade entre Estranhos
- 2012 : Rock in Rio: Frejat ao Vivo
- 2020 : Ao Redor do Precipício

### Compilations
- 2016 : 2016

### Singles
- 1983 : Pro Dia Nascer Feliz (avec Cazuza)
- 1984 : Bete Balanço (avec Cazuza)
- 1994 : Malandragem (avec Cazuza)
- 1998 : Por Você (avec Maurício Barros et Mauro Sta. Cecília)
- 2001 : Segredos
- 2001 : Amor pra Recomeçar (avec Maurício Barros et Mauro Sta. Cecília)
- 2001 : Homem Não Chora
- 2001 : Eu Não Sei Dizer Te Amo (avec Maurício Barros et Bruno Levinson)
- 2001 : Quando O Amor Era Medo
- 2003 : Eu Preciso Te Tirar Do Sério
- 2003 : Sobre Nós Dois E O Resto Do Mundo
- 2003 : Túnel do Tempo
- 2004 : Uns Dias (avec Os Paralamas do Sucesso)
- 2004 : Caleidoscópio (avec Os Paralamas do Sucesso)
- 2004 : Exagerado (avec Zélia Duncan)
- 2008 : Dois Lados
- 2008 : Eu Não Quero Brigar Mais Não
- 2009 : Nada Além
- 2011 : A Felicidade Bate à Sua Porta
- 2013 : O Amor é Quente
- 2013 : Me Perdoa
- 2016 : Mais do Que Tudo
- 2017 : Tudo se Transforma
- 2017 : Tudo Ainda
- 2020 : Pergunta Urgente[26]
- 2020 : Amar um Pouco Mais
- 2020 : Cartas e Versos
- 2020 : Tudo que eu Consegui
- 2020 : E Você Diz

### Avec Barão Vermelho
- 1982 : Barão Vermelho
- 1983 : Barão Vermelho 2
- 1984 : Maior Abandonado
- 1986 : Declare Guerra
- 1987 : Rock'n Geral
- 1988 : Carnaval
- 1989 : Barão ao Vivo (album live)
- 1989 : Melhores Momentos: Cazuza e Barão Vermelho (compilation)
- 1990 : Na Calada da Noite
- 1992 : Barão Vermelho ao Vivo
- 1992 : Supermercados da Vida
- 1994 : Carne Crua
- 1996 : Álbum
- 1997 : Barão Vermelho ao Vivo + Remixes
- 1998 : Puro Êxtase
- 1999 : Balada MTV: Barão Vermelho (CD et DVD)
- 2002 : Pedra, Flor e Espinho (compilation)
- 2004 : Barão Vermelho
- 2005 : MTV ao Vivo: Barão Vermelho
- 2005 : MTV ao Vivo: Barão Vermelho (DVD)
- 2006 : MTV Barão Vermelho (coffret trois DVD)
- 2007 : Rock in Rio 1985: Barão Vermelho (DVD)